# Aiguilles
Aiguilles (okcitansko Agulha) je naselje in občina v jugovzhodnem francoskem departmaju Hautes-Alpes regije Provansa-Alpe-Azurna obala. Leta 2008 je naselje imelo 427 prebivalcev.

## Geografija
Kraj leži v pokrajini Daufineji ob reki Guil v bližini meje z Italijo, 90 km severovzhodno od središča departmaja Gapa.

## Administracija
Aiguilles je sedež istoimenskega kantona, v katerega so poleg njegove vključene še občine Abriès, Arvieux, Château-Ville-Vieille, Molines-en-Queyras, Ristolas in Saint-Véran z 2.200 prebivalci.
Kanton je sestavni del okrožja Briançon.